# Dilophosaurus
A Dilophosaurus (jelentése 'két fejdíszű gyík', az ógörög di 'kettő', lophos 'fejdísz' és sauros 'gyík' szavak összetételéből) egy theropoda dinoszaurusznem, amely a kora jura korban élt. Első példányát 1954-ben írták le, de a nem csak egy évtized után kapta meg a jelenlegi nevét. A Dilophosaurus az egyik legkorábbi, és egyben az egyik legkevésbé ismert a jura időszaki theropodák közül.
A Dilophosaurus többször is feltűnt a popkultúrában, az 1993-as Jurassic Park című filmben is látható.

## Anatómia

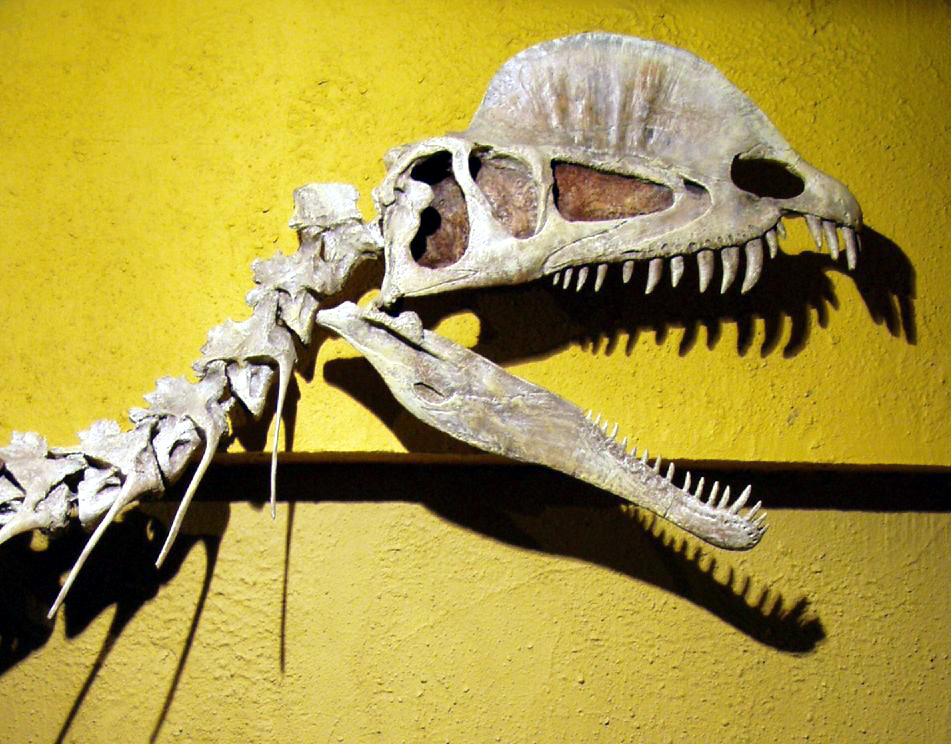
A Dilophosaurus koponyája a Royal Tyrrell Múzeumban

A Dilophosaurus körülbelül 7 méter hosszú volt, a tömege pedig nagyjából 400 kilogramm lehetett.
A legmegkülönböztetőbb jellemzője egy pár kerek fejdísz, amely feltehetően a párválasztás közbeni pózolásra szolgált. Robert Gay tanulmányai szerint az egyik nemnél a fejdíszek nagyobbak lehettek. A Dilophosaurus fogai hosszúra nőttek, de a gyökerük aránylag kicsi volt. Egy másik fontos koponyajellemző az első fogsor mögötti bevágás, ami a krokodilokra és a feltételezés szerint halevő spinosaurida dinoszauruszokra emlékeztet. A bevágás a premaxilláris és maxilláris koponyacsontok közötti gyenge kapcsolat miatt alakult ki. Ez a felépítés ahhoz a feltételezéshez vezetett, ami szerint a Dilophosaurus dögevő volt, mivel az elülső fogai túl gyengék voltak a nagy méretű zsákmány megtartásához.

## Osztályozás
Lehetséges, hogy a Dilophosaurus a ceratosaurusokat és a tetanuránokat tartalmazó klád legkezdetlegesebb tagja volt, de egyes őslénykutatók nagy méretű coelophysidaként osztályozzák.

## Felfedezés és fajok

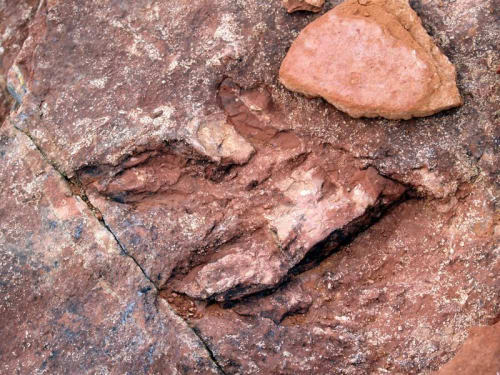
Feltételezett Dilophosaurus lábnyom az Északnyugat-Utah-ban levő Red Fleet Dinosaur Tracks Parkban

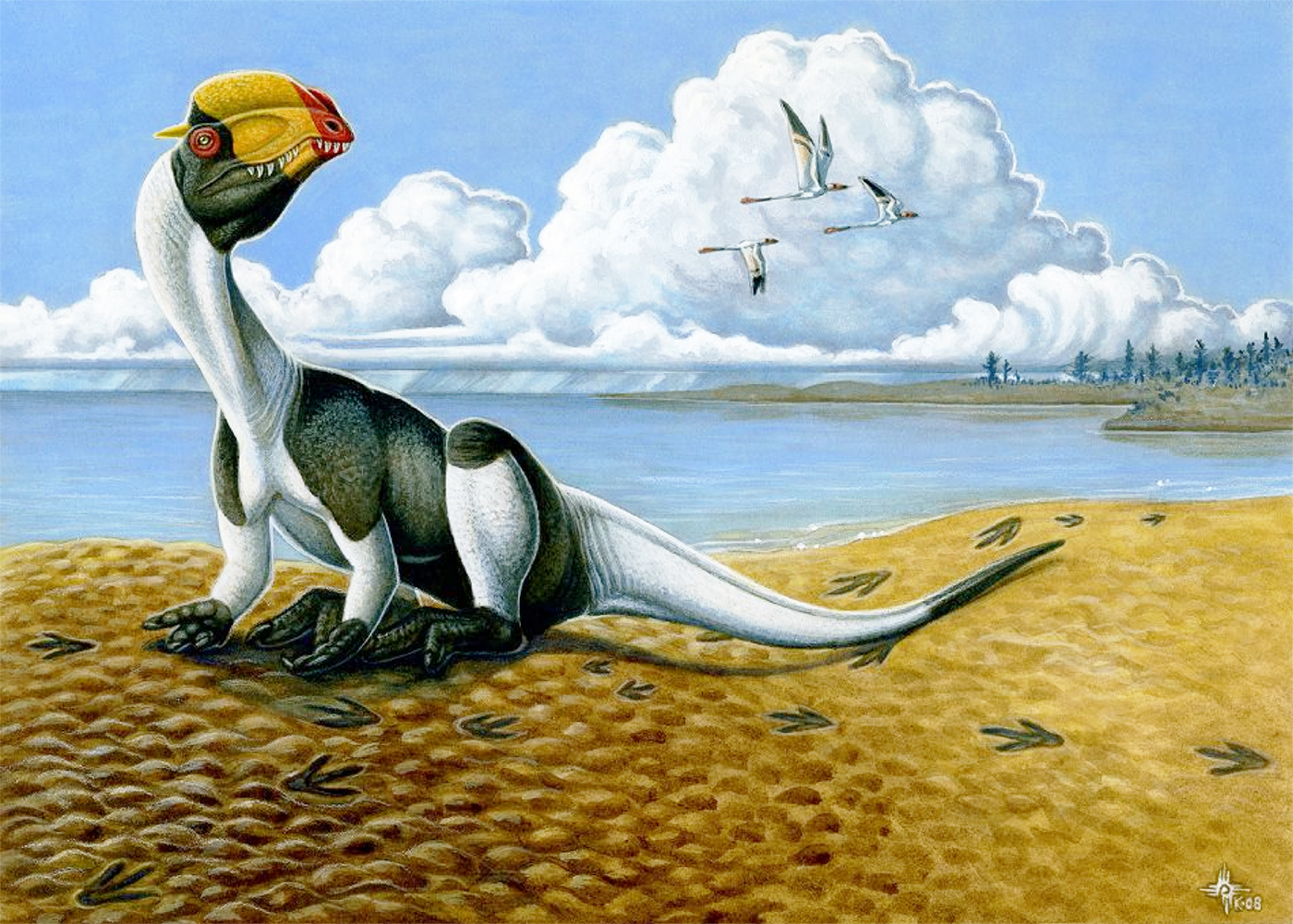
Az St. George Dinosaur Discovery Site-nál megőrzött jura időszaki környezet rekonstrukciója, egy madárszerűen pihenő Dilophosaurus wetherillivel

Az első Dilophosaurus példányt Sam Welles fedezte fel 1942 nyarán a Kayenta-formációban, Arizona államban. A leletet megtisztítás és összeállítás céljából a Kaliforniai Egyetemre szállították, ahol a Megalosaurus wetherilli nevet kapta. Mikor Welles egy évtizeddel később visszatért a formációhoz, hogy megállapítsa a csontok korát, az első lelőhelyétől nem messze egy újabb példányt talált. A leletek később a Dilophosaurus nevet kapták, a második példányon tisztán látható dupla fejdísz alapján.
Egy második Dilophosaurus fajt (a D. sinensist) is felfedeztek, de ez lehet hogy nem ehhez a nemhez tartozik. Feltehetően közelebb áll a különös antarktiszi theropodához a Cryolophosaurushoz, mivel a járomcsontja elülső vége nem vesz részt a koponyán levő oldalsó nyílás (a fenestra antorbitalis) kialakításában, a maxilláris fogsor pedig teljesen a szemnyílás előtt helyezkedik el és a könnycsont függőleges támasztéka előtt végződik. Ez a faj a kínai Yunnan (Jünnan) tartományból került elő 1987-ben, a Shaojin Hu (Saocsin Hu) által 1993-ban leírt és elnevezett prosauropodák közé tartozó Yunnanosaurusszal együtt.
A harmadik fajt, a D. breedorumot Welles és Pickering alkotta meg (1999-ben) a fejdíszes UCMP 77270 példány alapján. Welles eredeti anyaga nem tartalmazta a jó állapotban megőrződött fejdíszeket, és a véleménye szerint a fejdíszes példányok más fajba tartoznak. Már nem maradt ideje arra, hogy befejezze a leírása kéziratát, és a név végül Pickering által, magánkiadásban terjesztve jelent meg. Ezt a fajt a nemről készült további áttekintésekben nem fogadták el érvényesnek.

## Popkulturális hatás

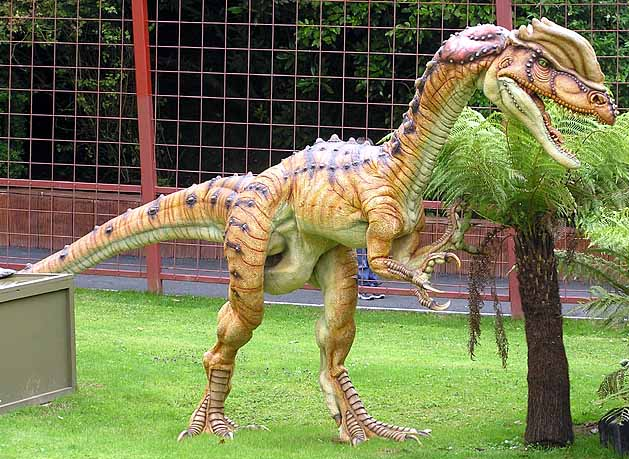
A Dilophosaurus animatronikus modellje az angliai North Devonban levő Combe Martin Wildlife and Dinosaur Parkban

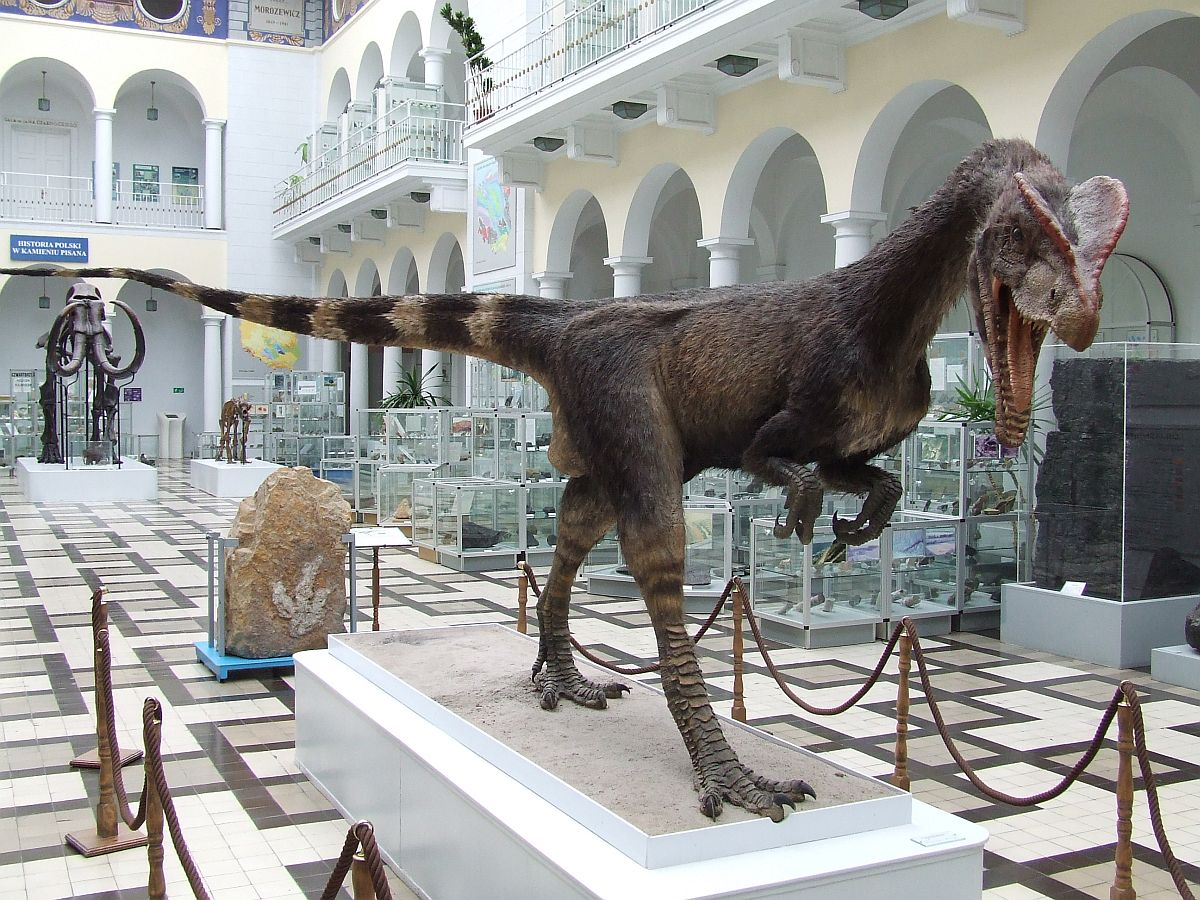
Dilophosaurus modell a varsói Muzeum Geologiczne Państwowego Instytutu Geologicznego kiállításán

A Dilophosaurus fontos szerepet játszik Michael Crichton Jurassic Park című regényében és annak 1993-ban készült filmadaptációjában. A filmben a Dilophosaurus egy kifeszíthető nyakfodorral jelenik meg (a galléros gyíkhoz hasonlóan) és a szemekre célozva átmeneti vakságot és bénulást okozó mérget köp áldozatára (ahogyan egy köpködő kobra). Sem a nyakfodorra, sem a méregköpésre vonatkozóan nincs fosszilis bizonyíték, így ezek a jellemzők csupán Crichton képzeletének tulajdoníthatók. Emellett a film rendezője Steven Spielberg 91 centiméter magasra és 1,5 méter hosszúra csökkentette le az állat méretét (ezáltal nem a mérete dominált és egy autó utasterébe is be tudott hatolni), ami jelentősen elmarad attól, amit a valóságban elért. A Jurassic Parkhoz kapcsolódó reklámcikkek között szereplő játékszerek és videójátékok (például a Jurassic Park: Operation Genesis, a The Lost World: Jurassic Park és a Jurassic Park III) gyakran kötődnek ehhez a dinoszauruszhoz.
A pontatlanságok ellenére a Jurassic Park Dilophosaurusait újabbak követték. Az állat több más videójátékban, például a ParaWorldben és a Jurassic Warsban is szerepelt, valamint feltűnt a The Whitest Kids U'Know című szituációs komédia sorozathoz kapcsolódó, Trevor Moore által készített „Gettin' High With Dinosaurs” című videóklipben, amiben rövid gallérral látható. A 2008-as Turok című videójátékban a Dilophosaurus mérete már közelebb áll ahhoz, ami a fosszíliák alapján valószínűsíthető. Ez az állat szerepel a Dinoszauruszok, az ősvilág urai (When Dinosaurs Roamed America) című dokumentumfilmben is, melyben elejt egy Anchisaurust és elriaszt egy Syntarsus (mai nevén Megapnosaurus) falkát.

## Fordítás
- Ez a szócikk részben vagy egészben a Dilophosaurus című angol Wikipédia-szócikk ezen változatának fordításán alapul.  Az eredeti cikk szerkesztőit annak laptörténete sorolja fel. Ez a jelzés csupán a megfogalmazás eredetét és a szerzői jogokat jelzi, nem szolgál a cikkben szereplő információk forrásmegjelöléseként.